# Juan el Limosnero
Juan el Limosnero o Juan V de Alejandría (Joannes Eleemosynarius) (Amatunte, Chipre, segunda mitad del s. VI - Chipre, 619) fue patriarca de Alejandría. Es venerado como santo en diversas confesiones cristianas.

## Biografía
Nació en Amatunte (Chipre), hijo de Epifanio, gobernador de Chipre. Se casó y tuvo hijos, pero murieron y viudo y sin hijos, inició la vida religiosa. 

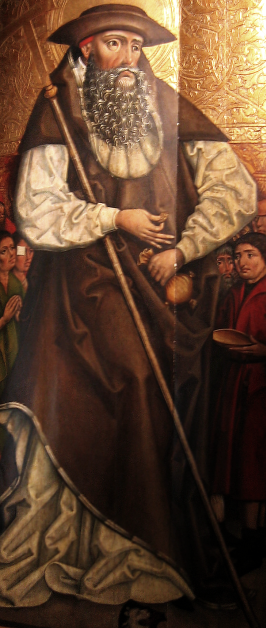
Pintura anónima del (Varsovia, museo).

A la muerte del patriarca Teodoro de Alejandría, los alejandrinos pidieron al emperador Focas que nombrase a Juan su sucesor: fue nombrado patriarca de Alejandría hacia 609, tomando el nombre de Juan V. Se caracterizó por su amor a los necesitados y la generosidad con que los trataba. Decía que de joven había tenido la visión de una joven con una guirnalda de olivo en la cabeza, que le dijo que era la Compasión, hija mayor del Gran Rey. Desde entonces, practicaba la caridad con todo el mundo, especialmente con los pobres, por la cual recibió el sobrenombre de Limosnero.
Hizo una lista de miles de necesitados a los que atendía especialmente, y a los que llamaba "señores y amos". Además de distribuir limosnas y hacer caridad utilizando las rentas eclesiásticas, visitaba los hospitales tres veces a la semana y liberaba esclavos. Luchó contra la simonía y la herejía, mejorando la educación religiosa. 
Reformó los sistemas de pesos y medidas para beneficiar a los más pobres y acabar con la corrupción de algunos funcionarios. Además, levantó un gran número de iglesias en la ciudad, pasando de siete a setenta. Cuando los sasánidas saquearon Jerusalén en 614, envió grandes cantidades de comida y dinero a los cristianos de la ciudad, que se habían quedado sin nada. Cuando los mismos persas atacaron Alejandría en 616, tuvo que huir y se refugió en Chipre, donde murió en 619. Después de su muerte, la sede estuvo dos años vacante. 
Gardiner, obispo de Winchester, le atribuye la Epistola ad Caesarium, generalmente atribuida a Juan Crisóstomo, que incluye una condena de la doctrina de la transustanciación.

## Veneración
Antiguamente se escribieron diversas biografías de este personaje: una de Juan Mosco y Sofronio; una de Leoncio obispo de Neápolis de Chipre (traducida por Anastasio el Bibliotecario en el siglo IX); y una tercera de Simón Metafraste con versión latina de Gentiano Hervet (Gentianus Hervetus).
Es venerado como santo y su festividad litúrgica es el 23 de enero en occidente y el 11 de noviembre en oriente.

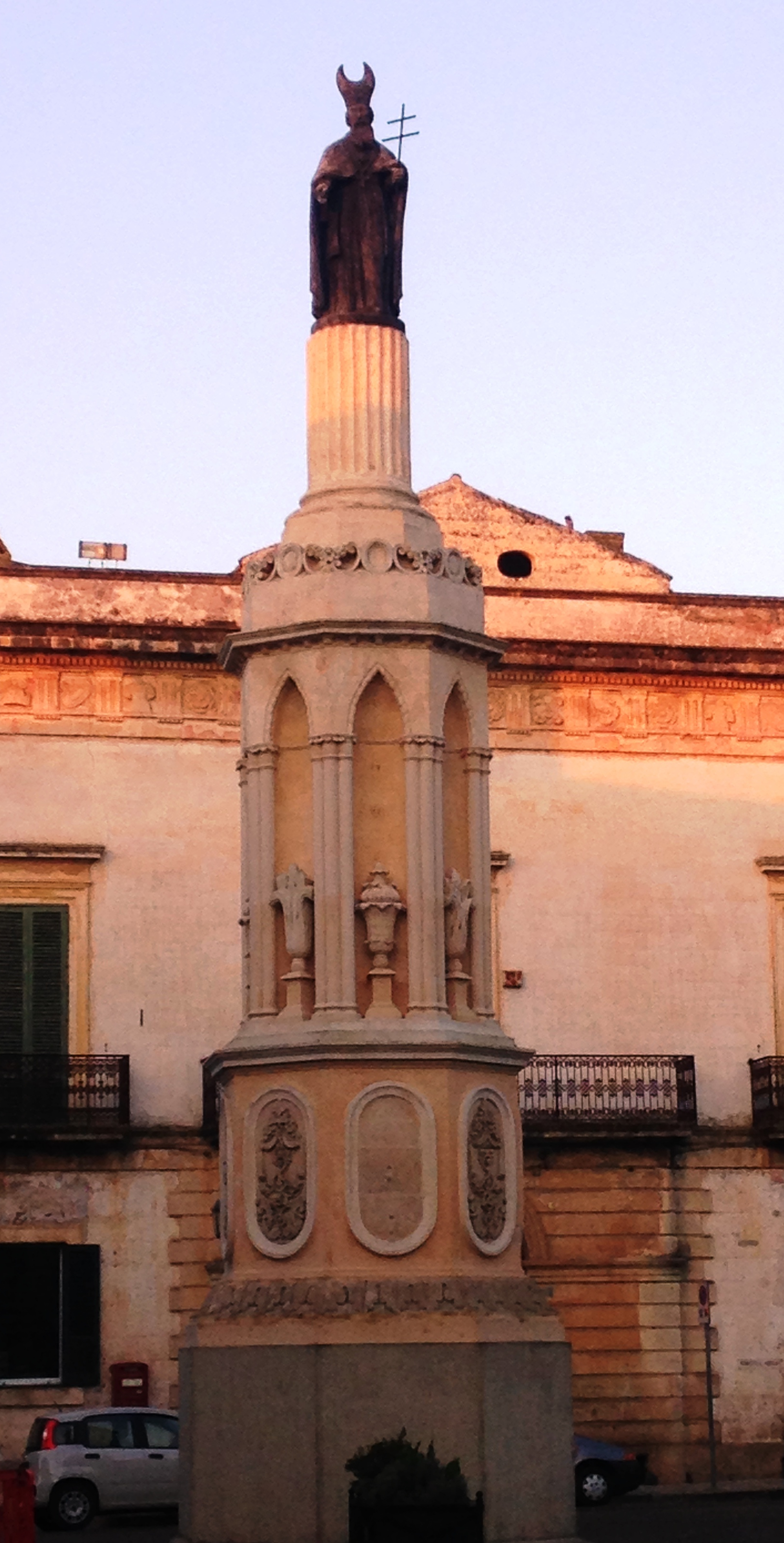
Monumento con la imagen del santo en Casarano
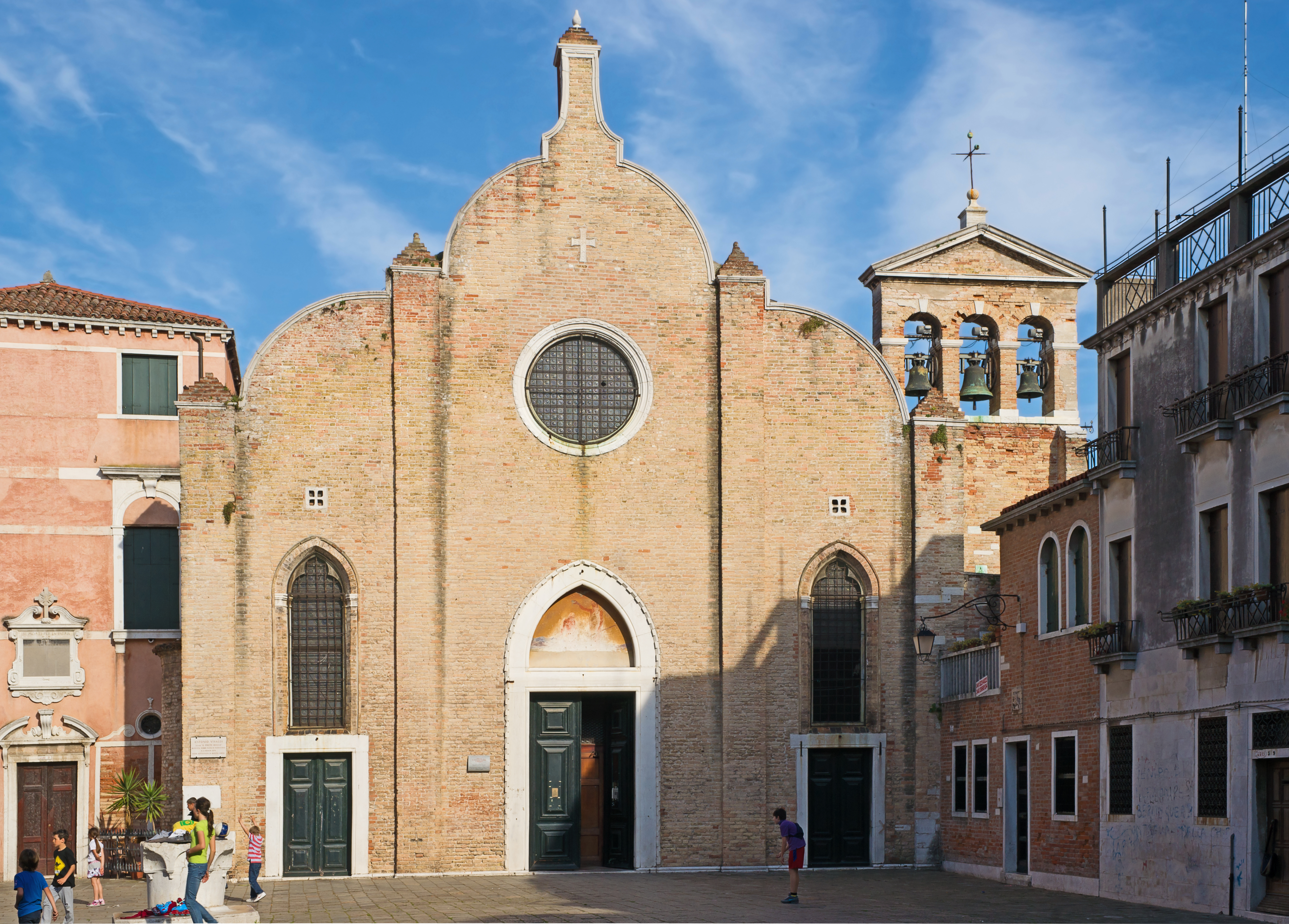
San Giovanni in Bragora (Venecia), lugar del entierro
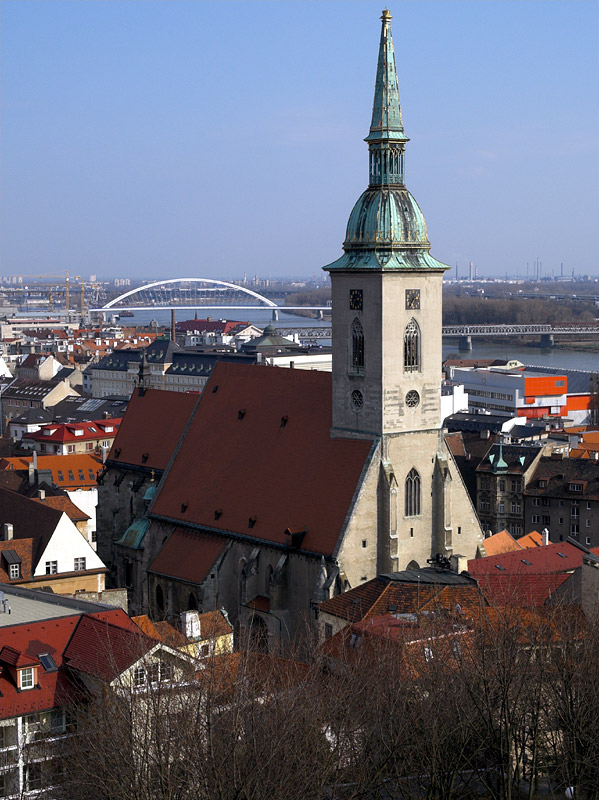
Catedral de Bratislava
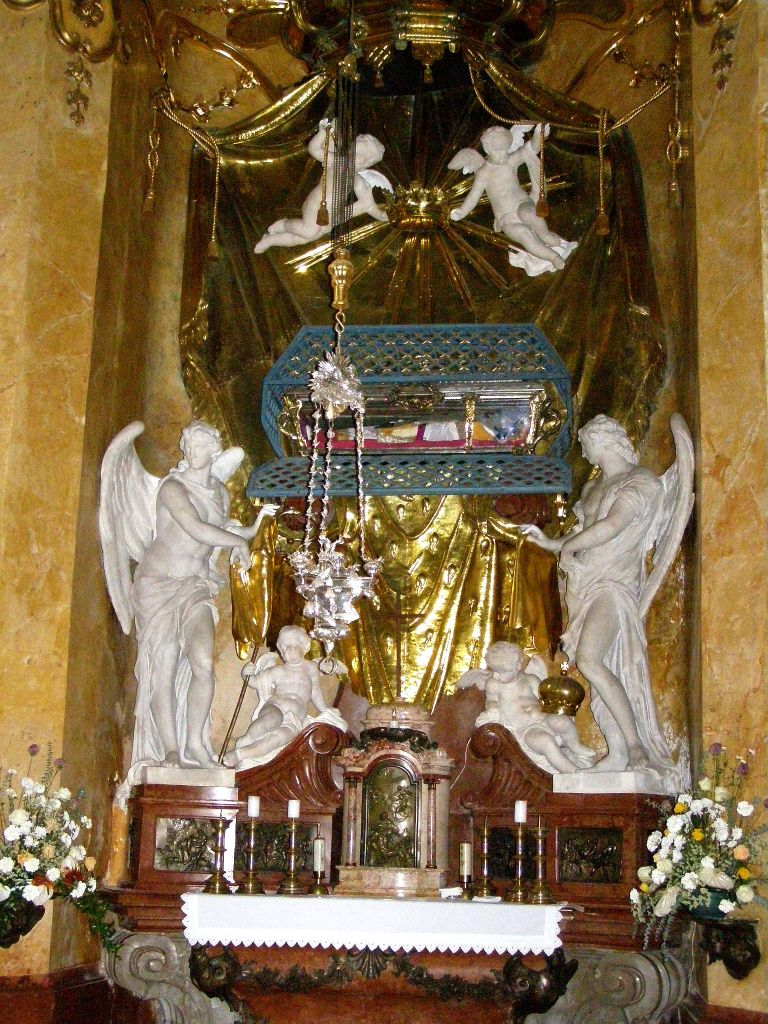
Reliquia del santo en la catedral de Bratislava

### Reliquias y culto
Su cuerpo fue enterrado en la iglesia de San Ticón de Amathus, de donde fue llevado a Constantinopla; en 1249 fue trasladado a Venecia, donde reposó en la iglesia de San Giovanni Battista in Bragora (la iglesia de San Giovanni Elemosinario, dedicada al santo, no guardó nunca las reliquias). 
Unos monjes basilianos llevaron, hacia el siglo X, un icono del santo a Casarano (Salento), que se convirtió en uno de los centros de su culto. Invocado para las calamidades, incendios y tormentas, fue proclamado patrón. En 1974, el cuerpo del santo fue llevado durante cinco meses a Casarano, desde Venecia, con ocasión del hermanamiento de las dos ciudades.
Otra tradición dice que el cuerpo del santo (o una reliquia de él) fue enviada por el sultán Beyazid II al rey Matías Corvino en 1489: fue ubicada en la capilla real del castillo de Buda, de donde pasó a Tall, cerca de Bratislava, en 1530, y en 1632 a la catedral de Bratislava, donde se encuentra actualmente. 
Según una tradición, la mano izquierda del santo se guardaba en la catedral de Vic.
Es mencionado en Las puertas de la Eternidad de Richard Dübell, en el capítulo 14.